# Benzoylgruppe

Benzoylgruppe (blau markiert) als Teil eines Moleküls mit Rest R (links), Benzoylkation (Mitte) und Benzoylradikal (rechts). Die Benzoylgruppe findet man z. B. in Benzaldehyd (R = H), Acetophenon (R = CH_{3}), Benzoesäure (R = OH), Benzoesäuremethylester (R = OCH_{3}) und Benzamid (R = NH_{2}).

Als Benzoylgruppe bezeichnet man in der organischen Chemie den Rest C6H5–(C=O)–, der aus der Phenylgruppe und der Carbonylgruppe zusammengesetzt ist und damit der Benzoesäure ohne deren Hydroxygruppe entspricht. Sie ist somit eine Acylgruppe. Abgekürzt wird die Benzoylgruppe Bz. Besser ist jedoch die Verwendung von COPh oder ähnlichem, um die Verwechslung mit den ähnlichen Abkürzungen der Benzylgruppe "Bn" und "Bzl" zu vermeiden.
Benzoylgruppen können in Alkohole, Phenole und Amine mit Hilfe von Benzoylchlorid eingeführt werden (Benzoylierung nach der Schotten-Baumann-Methode oder nach Einhorn in Pyridin).